# Apollo Telescope Mount
El Apollo Telescope Mount (ATM) fue un observatorio solar tripulado perteneciente al Skylab, la primera estación espacial americana. Podía observar el Sol en frecuencias de onda de los rayos X, rayos ultravioleta y luz visible.

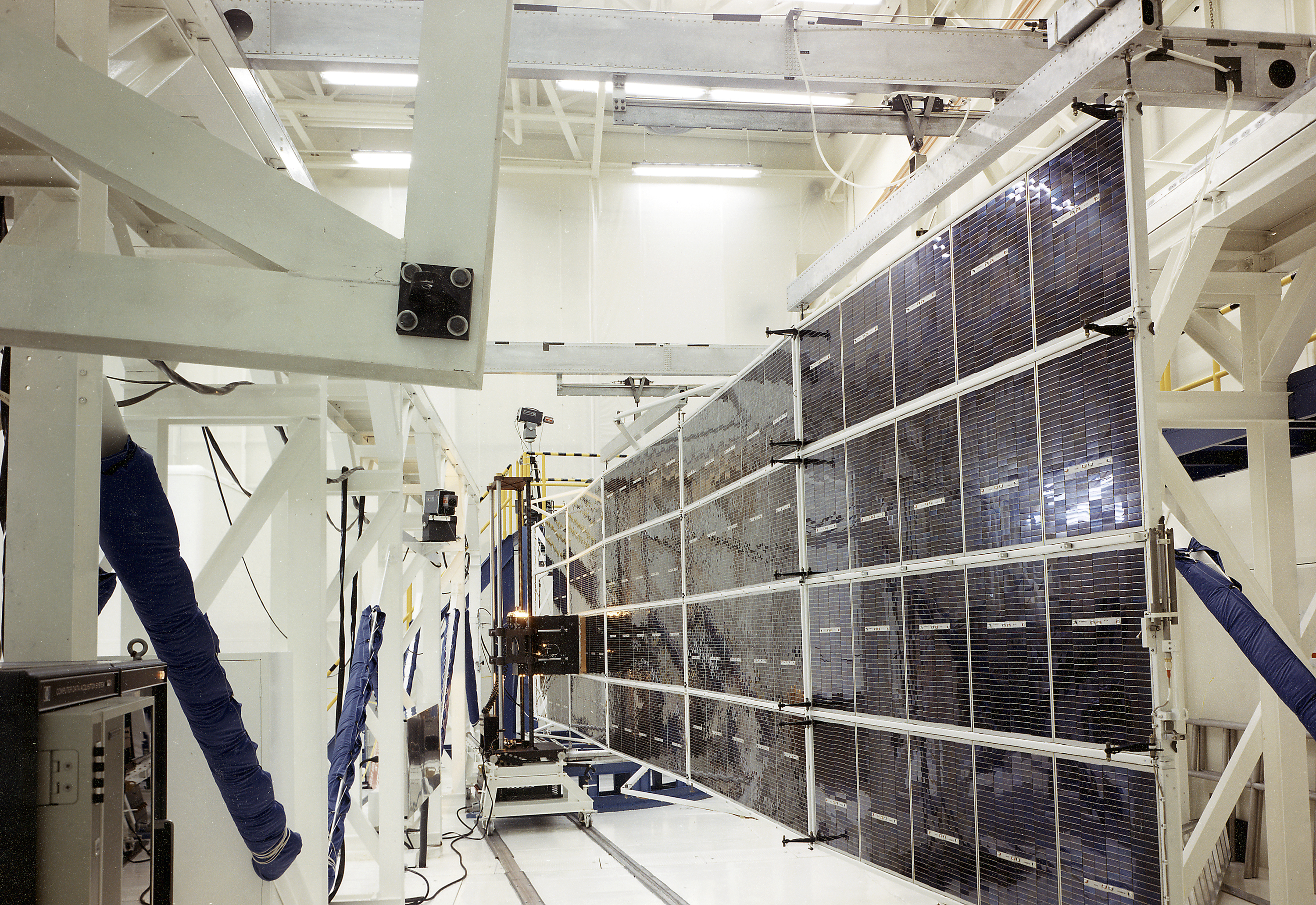
Panel solar del ATM (también puede alimentar otros sistemas del Skylab)

El ATM fue operado manualmente por astronautas a bordo del Skylab de 1973 a 1974, recogiendo datos como las películas fotográficas para poder devolverlas a la Tierra junto con la tripulación. Las películas fotográficas debían ser reemplazadas por la tripulación durante los paseos espaciales, aunque algunos instrumentos podían ser monitoreados mediante señal de vídeo desde dentro de la estación espacial. Algunas de las primeras fotos polaroid en el espacio fueron tomadas de una pantalla CRT mostrando el Sol grabado por un instrumento del ATM. Aunque el ATM estaba integrado dentro de la estación Skylab, empezó como un proyecto separado relacionado con la nave Apolo, motivo por el cual tiene el nombre de Apolo en vez de Skylab. La estación Skylab fue visitada por la tripulación del Saturno IB a bordo de la nave Apolo, y la estación con el observatorio solar fue lanzada por el Saturno V.
El diseño y construcción del ATM fue llevado a cabo por el Centro Marshall de vuelos espaciales de la NASA. Incluía ocho instrumentos de observación principales, junto con varios experimentos menores. El ATM estaba integrado con la estación espacial Skylab, la cual fue utilizada para apuntar el observatorio. Igualmente, el Skylab usó energía de los paneles solares del ATM. A partir de 2006, las exposiciones originales fueron archivadas (y accesibles a las partes interesadas) en el Laboratorio de Investigación Naval en Washington D. C.

## Diseño
El ATM fue uno de los proyectos que surgieron del Programa de Aplicaciones Apollo de finales de la década de 1960, que estudió una amplia variedad de formas de utilizar la infraestructura desarrollada para el programa Apolo en la década de 1970. Entre estos conceptos se encontraban varias misiones lunares de estancia prolongada, una base lunar permanente, misiones espaciales de larga duración, varios observatorios grandes y, finalmente, la estación espacial "taller húmedo".
La idea inicial era montar la instrumentación en una unidad desplegable unida al Módulo de mando y servicio, que fue cambiado para usar un módulo lunar modificado para albergar instrumentos de observación y control y sistemas de grabado, mientras que el módulo de descenso fue reemplazado por un gran telescopio solar y paneles para alimentarlo todo. Después del lanzamiento, sería recibido en órbita por un módulo lunar de tres tripulantes que lo operaría y recuperaría los datos antes de regresar a la Tierra. Como muchos de los otros conceptos fueron descartados, finalmente sólo la estación espacial y el ATM permanecieron. Luego, los planes cambiaron para lanzar el ATM y conectarlo al Skylab en órbita. Ambas naves espaciales serían entonces operadas por las tripulaciones del Skylab.

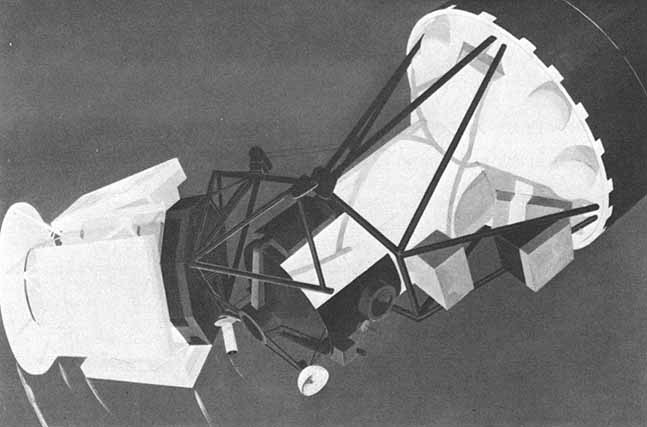
Imagen del despliegue del clúster de instrumentos y el panel solar

Con la cancelación de las misiones de aterrizaje posteriores del Apolo que proporcionaron un Saturno V, el concepto de taller húmedo ya no era necesario. En cambio, los planes se cambiaron para orbitar una estación seca y expandida de la estación. El ATM ahora se lanzaría adjunto a la estación, ya que el Saturn V tenía suficiente potencia para lanzarlos a ambos al mismo tiempo. Este cambio salvó el programa Skylab cuando un problema durante el lanzamiento destruyó uno de los paneles solares del taller e impidió que el otro se desplegara automáticamente. Los paneles en forma de molino de viento en el ATM, que alimentaban energía tanto al ATM como a la estación, permanecieron intactos debido a la protección dentro de la cubierta de lanzamiento, y proporcionaron energía suficiente para las operaciones con tripulación hasta que el arreglo de taller restante pudiera desplegarse durante la primera misión tripulada.
Hubo experimentos astronómicos y de observación de la Tierra adicionales a bordo del Skylab. Durante el desarrollo, el ATM se sometió a pruebas de vacío térmico.

## Instrumentos
Había 8 principales instrumentos estudios solares en el montaje. Combinados, podían observar el Sol en longitudes de onda de luz de 2 a 7000 Å (angstroms) lo que corresponde a rayos X suaves, luz ultravioleta y luz visible.
- dos telescopios de rayos X[6]
- espectroheliógrafo ultravioleta extremo[6]
- Espectroheliógrafo ultravioleta[6]
- Espectrógrafo ultravioleta[6]
- Coronógrafo de luz visible[6]
- dos telescopios de hidrógeno alfa[5]

Mismos instrumentos por designación:
Los instrumentos de rayos X incluían:
- S-054
- S-056
- S-020 (cámara de rayos X y ultravioleta extremo)

Los instrumentos de rayo UV incluían:
- S-082A (Espectroheliógrafo ultravioleta extremo)
- S-082B (Espectroheliógrafo ultravioleta)
- S-055 (Espectrógrafo ultravioleta)

H-alfa and coronógrafo:
- H-alpha no. 1
- H-alpha no. 2
- S-052 (Coronógrafo)

Además, el experimento S-149 se adjuntó a uno de los paneles solares del ATM.

## Botes de película fotográfica

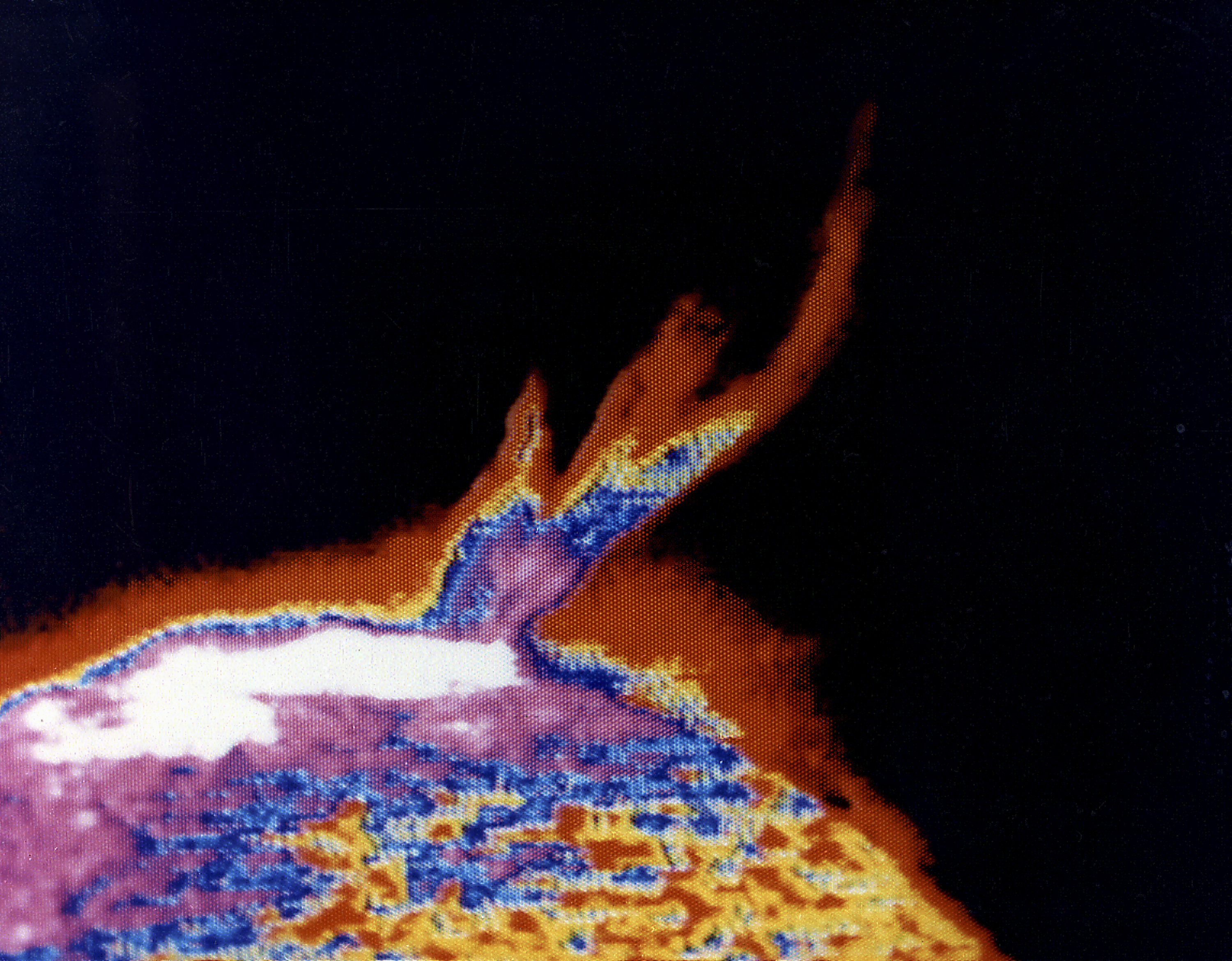
Solar prominence recorded by Skylab on August 21, 1973

Seis experimentos del ATM utilizaron película fotográfica para registrar los datos, y en el transcurso de las misiones se registraron más de 150.000 exposiciones exitosas. Este bote de película tuvo que recuperarse manualmente en paseos espaciales tripulados hasta los instrumentos durante las misiones. Los botes de película fueron devueltos a la Tierra a bordo de las cápsulas Apolo cuando se terminó cada misión, y estaban entre los artículos más pesados que tenían que ser devueltos al final de cada misión. Los botes más pesados pesaban 40 kg (88.1 lb) y podían contener hasta 16,000 fotogramas de película.

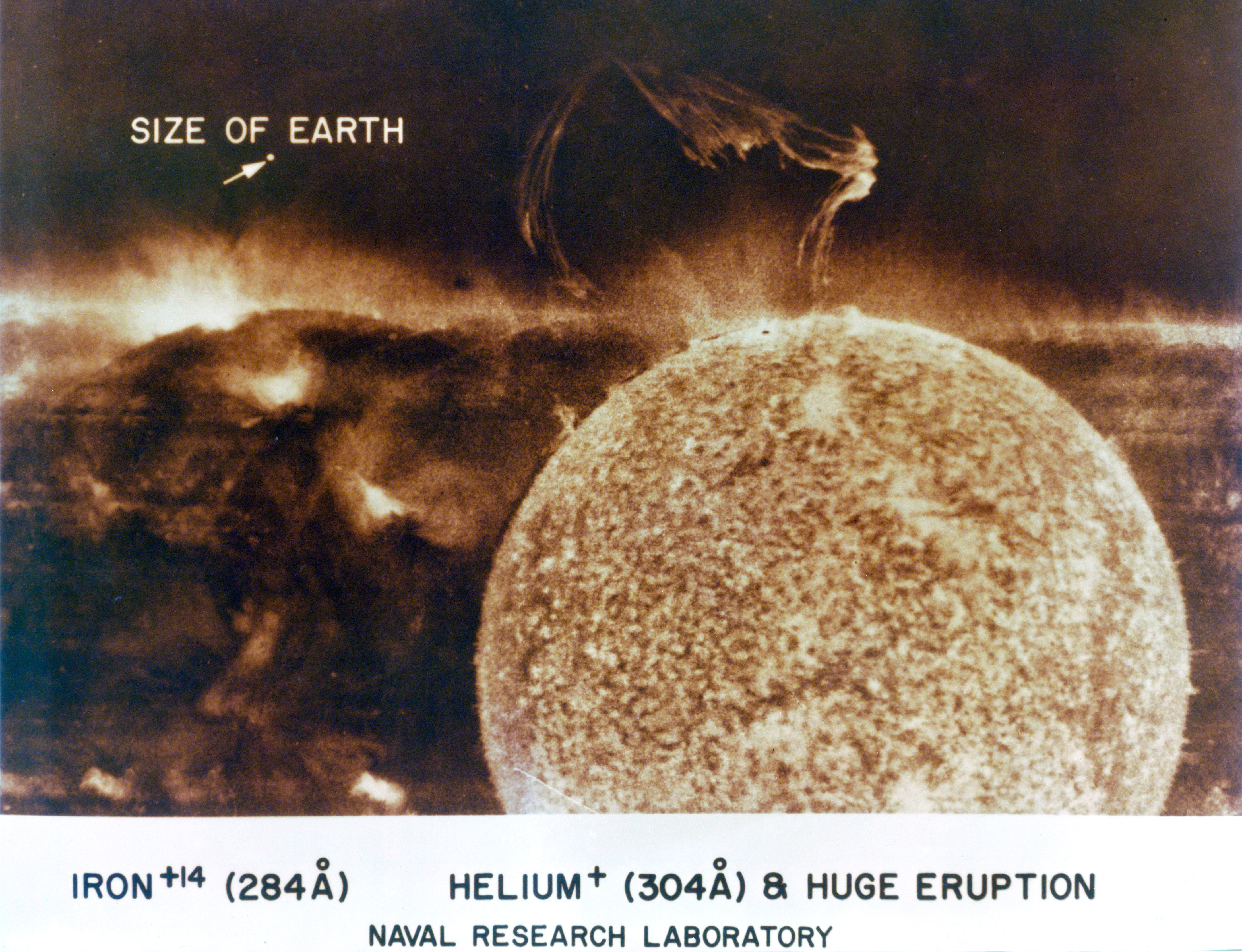
Muestra de una vista ultravioleta extrema del Sol (el Experimento del instrumento SO-82A del Telescopio Apolo) tomada durante el Skylab 3, con la Tierra agregada para ver la escala. A la derecha, una imagen del Sol muestra emisiones de helio; una imagen a la izquierda muestra las emisiones de hierro

En el transcurso de las operaciones, se cargaron y utilizaron casi 30 botes que luego se devolvieron a la Tierra.

## Resultados

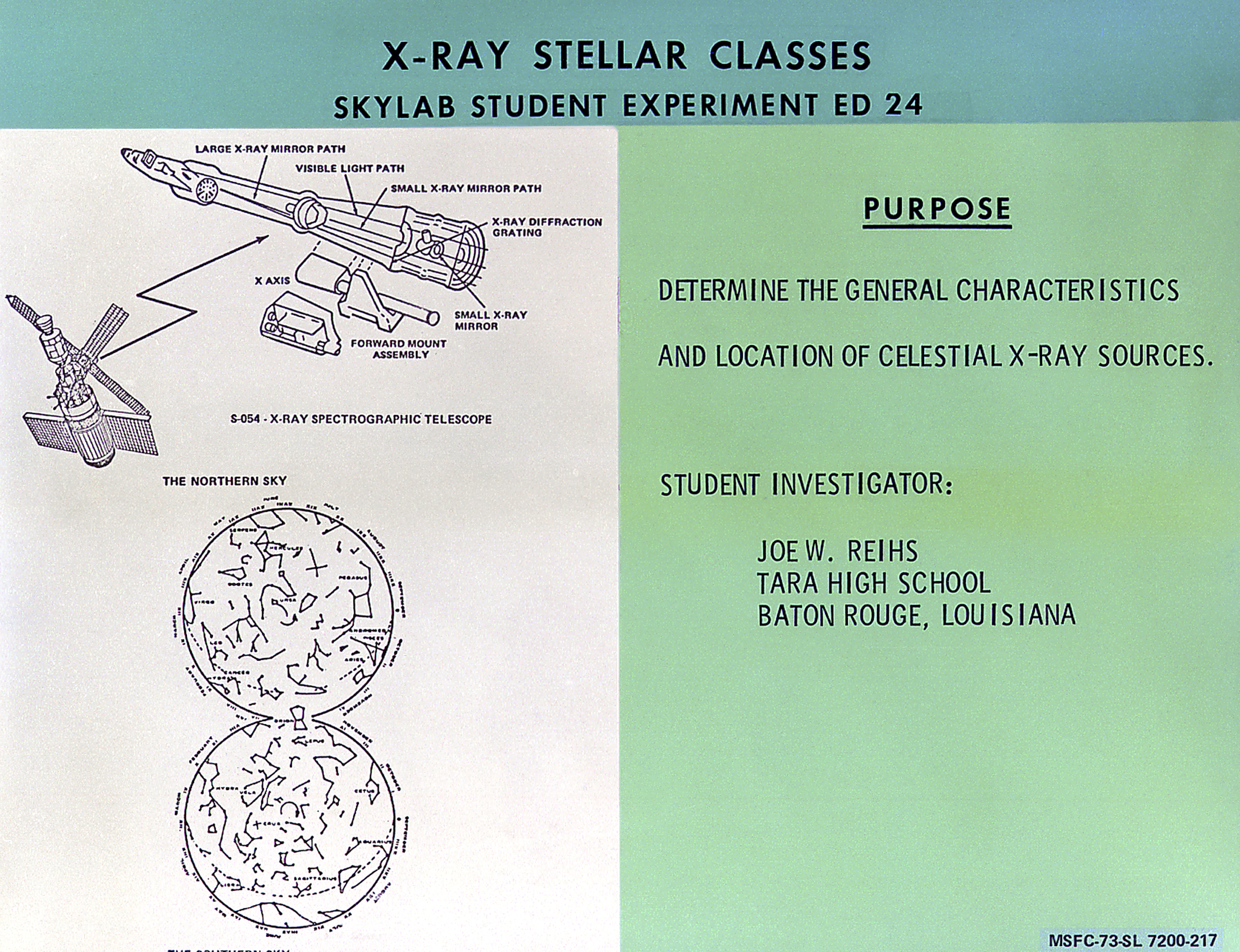
Gráfico del experimento ED 24

## Experimentos
Los instrumentos se utilizaron para varios tipos de observaciones, incluidos experimentos planificados previamente, incluidos experimentos de estudiantes. Este es un gráfico que describe un ejemplo de esto:

## Telescopio espectrógrafo de rayos X S-54

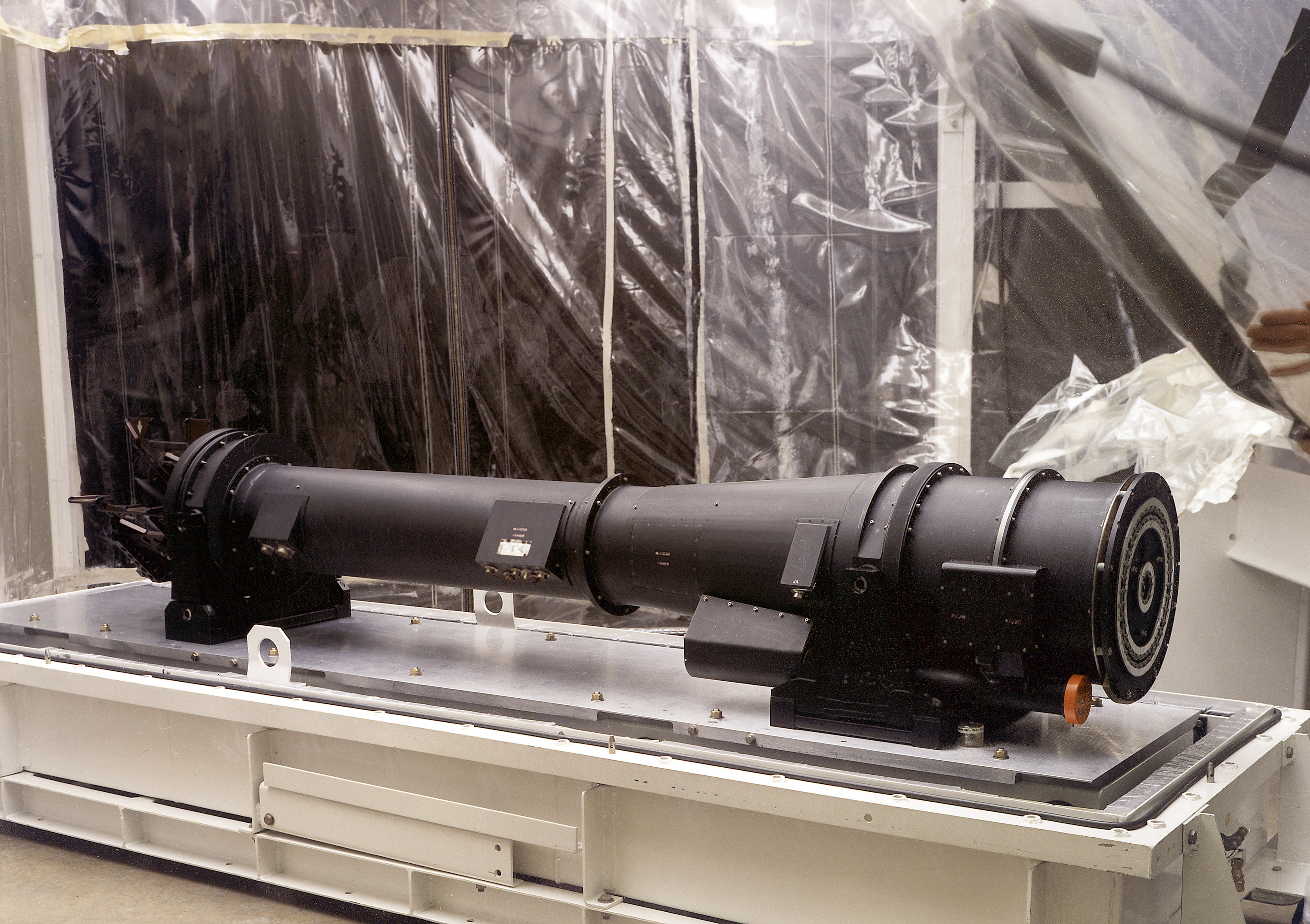
Instrumento del Skylab S-54, 1970

## Legado
Una estructura de respaldo del ATM (los instrumentos se instalan sobre esta) se restauró y se exhibió en 2015 en el Centro Steven F. Udvar-Hazy en Chantilly, Virginia, EE. UU. La restauración implicó la reparación de algunas capas de Kapton que se habían degradado después de 4 décadas.